# Mbouanatsa
Mbouanatsa es un pueblo francés de la comuna de Bouéni en Mayotte